# つばさとホタル
『つばさとホタル』は、春田ななによる日本の漫画作品。『りぼん』（集英社）2013年9月号から 2017年12月号まで連載された。単行本既刊11巻（完結）。
この作品を原作としたアニメ作品が「りぼんフェスタ2014」で公開され、テレビ東京系「おはスタ」内でも放送された。

## 登場人物
園川 つばさ（そのかわ つばさ）
声 - 伊藤かな恵
飛羽高校2年6組。誕生日は8月31日 (おとめ座) 、血液型A型、身長は165センチメートル、体重は49キログラム。
人の世話をする事が大好きだが、行動がエスカレートすると相手が引いてしまうほど献身してしまうため、最近は少し自重している。幼馴染である友梨の助っ人で男子バスケ部の臨時マネージャーを短期間務めた後、正式に入部する。競技に関しては素人だが、持ち前の世話焼体質から働きぶりは部員たちにも好評。
入学式の日に貧血で倒れたところを介抱してくれた杉山先輩に熱烈アプローチを繰り返していたが、実際に助けてくれたのは飛鷹顕であることが判明し一気に彼に惹かれ始める。それ以降ずっと顕のことを思い続けている。
飛鷹 顕（ひだか あき）
声 - 松岡禎丞
飛羽高校2年1組。誕生日は11月3日（さそり座）、血液型O型、身長170センチメートル、体重65キログラム。男子バスケ部所属。通称アッキー。
バスケ部の中では小柄な体格だが、中学時代から成長中らしく大食いでもある。
口数は少ないものの時折さりげない気遣いを見せ、つばさの過剰な世話焼きにも理解を示している。恋愛事にはかなり疎いが、徐々につばさへ想いを寄せ始めている。
鳥羽 結真（とば ゆうま）
声 - 櫻井孝宏
飛羽高校2年6組。男子バスケ部所属。誕生日は2月22日（うお座）、血液型AB型、身長は179センチメートル、体重は68キログラム
「学年No.1のイケメン」と呼び声高く、女子生徒からはモテモテのフェミニスト風男子。
言い寄ってくる女子には常に笑顔で対応しているが、その内心で自分への下心や計算高さを全て見抜いているなど優れた洞察力を持ち、度々つばさの心の声を読み当てている。つばさが顕に惹かれはじめた当初から気づいており、その動向を見守っているうちにつばさのことを気にかけ始める。
烏丸 吉成（からすま よしなり）
声 - 福島潤
飛羽高校2年1組。男子バスケ部員で、顕とは中学時代からの友人。
底抜けに明るくにぎやかな性格で部のムードメーカー。鳥羽と正反対に鈍感で空気が読めないため、他の部員たちでさえ気づいていたつばさの顕への想いにも唯一気づいていなかった。成績は常に赤点。つばさの友達のマイマイと付き合っている。
蝶野 友梨（ちょうの ゆり）
声 - 佐藤聡美
飛羽高校3年生。男子バスケ部のマネージャーで、つばさとは幼馴染。
クールな性格の少女で、暴走しがちなつばさのストッパー役でもある。主将の蜂谷と交際している。
蜂谷（はちや）
声 - 下野紘
飛羽高校3年生。男子バスケ部主将。
友梨と交際しており他の部員たちも公認の関係だが、鷲尾コーチだけは気付いていない模様。
鷲尾（わしお）
飛羽高校の卒業生で男子バスケ部コーチ。大学3年生。
厳しく口うるさい鬼コーチで、部員たちから恐れられている。部内恋愛には特に目を光らせており、以前鳥羽ファンの女子マネージャーをクビにしたことがある。彼の存在が気がかりで、つばさは余計に顕にアタックしづらい状況に置かれている。
舞原 澪（まいはら みお）
飛羽高校2年1組。帰宅部。
つばさの友人。通称マイマイ（26話からは「まいまい」）。鳥羽のファンだったが、バレンタインデーに烏丸と付き合い始める。
光井 莉子（みつい りこ）
飛羽高校2年1組。帰宅部。
つばさの友人。通称ミッツ。同じく鳥羽のファン。
園川 隼（そのかわ はやと）
つばさの弟で1年下。中学時代からバスケ部で、作中で飛羽高校に進学し、バスケ部に入部。
相馬 ひな（そうま-）
飛羽高校1年生。29話からの登場。
明るく元気で、先輩相手にもハッキリと物申す裏表のない性格。つばさの後輩マネージャーで、入部して早々顕に恋をする。
大島 瑠璃（おおしま るり）
春栄高校男子バスケ部マネージャー。飛鷹、烏丸とは同じ中学出身。
中学時代から飛鷹に好意を寄せており、飛鷹と親しげな様子のつばさに激しい嫉妬心を示す。
三日月 蘭（みかづき らん）
飛羽高校2年6組。
「ミス飛羽高」に選ばれる程校内でも有名な美少女で、本人もそのことをよく分かっている。同じく「ミスター飛羽高」である鳥羽ならば自分の彼氏として相応しいと考え、つばさを利用して様々なアプローチを仕掛けている。
相馬
ひなの兄。砂賀商業バスケ部のエース。
杉山先輩（すぎやませんぱい）
声 - 細谷佳正
飛羽高校3年生。
第1話でつばさから付きまといに近いアプローチを受けていた。つばさがマネージャー業で離れているうちに存在が気になり始め逆告白するも、振られた上に前述通り全てつばさの勘違いだったという気の毒な人。

## 書誌情報
- 春田なな 『つばさとホタル』 集英社 〈りぼんマスコットコミックス〉、完結1１巻（2017年12月25日現在）
  1. 2014年2月14日発売[7]、『りぼん』2013年9月号[1] - 、ISBN 978-4-08-867309-7
    - スターダスト★ウインク番外編　世界で1番せまい星[8]（『りぼんスペシャル』2014年1月冬の大増刊号）　

  2. 2014年4月15日発売[9]、ISBN 978-4-08-867321-9
  3. 2014年9月12日発売[10]、ISBN 978-4-08-867340-0
  4. 2015年3月13日発売[11]、ISBN 978-4-08-867362-2
  5. 2015年8月25日発売[12]、ISBN 978-4-08-867386-8
  6. 2015年12月25日発売[13]、ISBN 978-4-08-867398-1
  7. 2016年4月25日発売[14]、ISBN 978-4-08-867411-7
  8. 2016年9月23日発売[15]、ISBN 978-4-08-867429-2
  9. 2017年2月24日発売[16]、ISBN 978-4-08-867448-3
  10. 2017年7月25日発売[17]、ISBN 978-4-08-867468-1
  11. 2017年12月25日発売

## アニメ

### スタッフ
- 原作 - 春田なな
- 監督 - 今千秋[3]
- 脚本 - こんちあき[3]
- 音楽 - MEG.ME[18]
- 美術監督 - 黒田友範
- 編集 - 西山茂
- アニメーションプロデューサー - 松倉友二
- アニメーション制作 - J.C.STAFF[3]

### 主題歌
エンディングテーマ「つばさとホタル」
作曲･編曲 - 酒井陽一/作詞- Noria/歌 - 伊藤かな恵